# Eulepidotis carcistola
Eulepidotis carcistola là một loài bướm đêm trong họ Erebidae.